# Katniss Everdeen
Katniss Everdeen es el personaje principal de la trilogía de libros juveniles Los juegos del hambre, de la escritora Suzanne Collins. Esta trilogía es relatada desde su punto de vista. En la adaptación cinematográfica de la saga, el personaje es interpretado por la actriz Jennifer Lawrence. Su apodo es ”La chica en llamas”.
Katniss y su familia viven en el Distrito 12, que se encarga de la minería de carbón. Es el distrito más pobre y menos poblado en el ficticio país de Panem. Katniss vive junto a su hermana Primrose (Prim) Everdeen y su madre. Su padre murió en un accidente minero y ahora es ella la encargada de mantener a salvo a su familia. Para ello se va todos los días a cazar furtivamente con su mejor amigo, Gale Hawthorne. Katniss se diferencia por su valentía y rebeldía entre otras cosas.
Después de que su hermana menor, Prim, es elegida para participar en los 74º Juegos del hambre, Katniss toma su lugar voluntariamente en el puesto de tributo femenino del Distrito 12.
Sus actos de rebeldía contra el Capitolio en la Arena, condujeron al pueblo de Panem a verla como la cara de la rebelión. Más tarde se convirtió en lo que se llamó «el Sinsajo» y encabezó la rebelión contra el Capitolio.

## Origen de los libros
La idea de la trilogía es en parte por el mito de Teseo y el Minotauro, en el cual siete chicos y siete chicas de Atenas son enviados cada nueve años, en contra de su voluntad, a ser devorados por el Minotauro, un ciclo que no acaba hasta que Teseo mata al Minotauro. Collins también se inspiró para las novelas en la sensación de miedo que experimentó cuando su padre luchó en la guerra de Vietnam.
En las novelas, Katniss es ampliamente conocedora de alimentación, la vida silvestre, la caza y las técnicas de supervivencia. Collins sabía un poco de estas técnicas por su padre, que creció durante la gran depresión y se vio obligado a cazar para aumentar sus muy bajos suministros de comida. Además, la autora se informó investigando en guías de supervivencia en la naturaleza.
Katniss y el resto de los tributos tienen que competir,  en el tiempo previo a participar en los Juegos del Hambre, por los corazones de los patrocinadores, quienes donan dinero utilizado para comprar suministros vitales para ellos mientras están en la Arena. Esto se basa en los realities de televisión y en los juegos romanos, donde el público puede tanto responder con gran entusiasmo o desempeñar un papel importante en la eliminación de los participantes.

## Personaje

### Nombre
Su nombre proviene de una planta conocida en inglés como Katniss, la Sagittaria, una planta tuberculosa frecuente en zonas húmedas y encharcadas. El tubérculo es comestible y en el primer libro Katniss cuenta cómo su padre le enseñó a reconocerla y recolectarla para no pasar hambre. Su nombre científico en latín significa «perteneciente o relativo a una flecha», lo que curiosamente conecta con la habilidad que tiene Katniss con el arco de tiro.
Su apellido proviene de Bathsheba Everdene, el personaje femenino central de la novela de 1874 Lejos del mundanal ruido de Thomas Hardy. Según Collins, "los dos son muy diferentes, pero a ambos les cuesta conocer sus corazones".

### Comienzos
Katniss y su familia viven en un país llamado Panem, ubicado en lo que alguna vez fue Norteamérica, que fue destruida en una guerra global. El momento cronológico se sitúa unos doscientos años después de la primera década del siglo XXI. Panem es gobernado desde una ciudad poderosa llamada Capitolio, ubicada en las Montañas Rocosas, rodeada por 13 distritos (el Distrito 13 se muestra en En llamas y Sinsajo), donde cada uno de ellos produce algún recurso concreto que sirve para abastecer al Capitolio, lo que alude a que Panem es regido con un sistema de tipo feudal, aunque futurista.
La historia comienza en el Distrito 12, uno de los distritos más pobres de todos, encargado de la minería de carbón. Katniss vive junto a su madre y a su hermana Primrose Everdeen, en la zona más pobre y deprimida del distrito 12, llamada La Veta.
El padre de Katniss, que era minero, falleció en una explosión en la mina cuando ella tenía 11 años. Después de la muerte de su marido, la madre de Katniss cayó en una gran depresión hasta el punto de ser incapaz de hacerse cargo de sus hijas. Un día, al borde de la inanición, Katniss fue a la parte más rica del Distrito con la esperanza de poder recoger algo de comida para llevar a su madre y a su hermana, aunque fuese de los cubos de basura de los comerciantes. Peeta, el hijo del panadero, la vio y conmovido le dio a escondidas unos panes que, por orden de su madre, iba a arrojarles a los cerdos. Ese gesto le valió después a Peeta una paliza de su madre, pero de ello Katniss no supo nada hasta que se conocieron años después, cuando ambos formaron parte de los tributos de los 74º Juegos del Hambre.
El pan le dio la esperanza de poder salir adelante y desde entonces Katniss siempre se sintió en deuda con Peeta, aunque nunca se atrevería después a darle las gracias o entablar conversación alguna con él por temor a mostrarse débil. Pocos días tras el incidente del pan, Katniss se adentró por primera vez en los bosques que rodeaban el Distrito 12 para cazar ilegalmente y recoger algunas plantas con las que poder alimentarse, de la misma forma que su padre le enseñó cuando él era quien llevaba comida a casa. Empezó así a valerse por sí misma sin depender de la caridad o la ayuda de nadie de La Veta.
En los bosques Katniss conoció a Gale, quien había perdido también a su padre en el mismo accidente minero en el que murió el padre de Katniss. Gale se convirtió en su compañero de caza y entre los dos comenzaron a alimentar a sus familias y a vender muchas de las piezas de caza en el mercado negro de La Veta para conseguir algo de dinero extra. La madre de Katniss fue saliendo lentamente de su depresión y comenzó a trabajar nuevamente como boticaria en La Veta.

### Apariencia física
Katniss tiene 16 años en el primer libro, y 17 en los dos que le siguen. Su cabello es largo y oscuro, normalmente sostenido en una trenza que de pequeña llevaba en dos. Es de tez olivácea y sus ojos son grises, como su amigo Gale y muy similar al resto de la gente en La Veta. No es muy alta: mide aproximadamente 1,60 metros de estatura. Aun así y pese a ser más pequeña que los demás, es muy fuerte, no solo física sino también emocionalmente. A pesar de no considerarse una persona atractiva es guapa y ha llamado la atención de varios chicos a lo largo de la trilogía.
En los primeros juegos, Katniss pierde la audición de un oído (en la película, esto no se menciona; sólo se observa el momento en el que Katniss explota las provisiones de los Profesionales), pero después de ganar, la operan en el Capitolio y le corrigen la sordera al igual que todas sus cicatrices, incluso las que tenía antes de los Juegos.

### Personalidad
Katniss pasa por muchas dificultades en su infancia, lo que la convierte en una superviviente. Aprende a soportar dificultades y a trabajar duro para poder salvar su vida y la de su familia y por su naturaleza, siempre desconfía de aquellos a quienes no conoce. Ello le hace ser una chica poco popular y apenas tiene amigos. Desde el principio demuestra que es capaz de hacer lo que sea para proteger a los que ama, sin importar cuánto le cueste. Tal es su capacidad de entrega que se ofrece como voluntaria para reemplazar a su hermana como tributo. O que protege a Gale de los azotes en la plaza. Y ese carácter es lo que la empuja a mantener con vida a Peeta en los 75º Juegos del Hambre sin importarle el hecho de que ella misma pueda morir en el intento. Y haría lo que fuese para proteger a su hermana Prim, incluso mostrarse fuerte delante de ella ante el pensamiento de su posible inminente muerte, sólo para que la pequeña no sufra. En el primer libro ella misma dice que Primrose es la única persona a la que está segura de amar, porque crea unos profundos lazos afectivos con aquéllos a quien quiere de verdad.
A Katniss no le gusta hablar de sí misma y por supuesto aún menos frente a la audiencia del Capitolio. Al contrario que su hermana, no tiene mucho don de gentes y no suele caer demasiado bien de entrada. No se permite llorar frente a otras personas ya que lo ve como una muestra de debilidad. Le cuesta expresar sus sentimientos y pese a que intenta no serlo, es rencorosa con la gente que la hirió. Tal es así que, con respecto a su propia madre, tiene un rencor imposible de borrar y no consigue perdonarle del todo el haberlas descuidado a ella y a su hermana cuando cayó en una depresión tras la muerte de su padre. Con el tiempo comprende todo lo que tuvo que pasar, cuál es su verdadera fortaleza y terminará reflexionando sobre el carácter valiente de su madre: una mujer que dejó una relativamente cómoda posición burguesa y que, por amor, se trasladó a La Veta, renunciando a todo por formar una familia junto al hombre que amó y quien trágicamente después fallecería, dejándola sola y en la pobreza con dos hijas pequeñas.

### Habilidades
Katniss es muy buena con el arco y la flecha y se le dan muy bien tanto cazar como poner trampas, habilidades que aprendió en sus días de caza con su padre y que perfeccionó después con Gale. Sus habilidades con el arco fueron las que le ayudaron a conseguir 11 de 12 puntos en su entrenamiento antes de los primeros Juegos del Hambre. Sabe bastante de plantas silvestres, diferenciando las comestibles de las venenosas e incluso conoce plantas medicinales. También es buena escalando árboles, lo que la ayuda mucho en los primeros Juegos.
Pese a su carácter hosco, es guapa y posee una hermosa voz, lo que hace que todos los sinsajos se detengan a escucharla cuando canta (algo que no hacen usualmente) igual que hacían cuando su padre cantaba; eso la emociona. Sabe canciones tradicionales, muchas de las cuales le enseñó su padre y las canta en ocasiones muy concretas o con algún propósito ya que no disfruta de los pequeños placeres, como cantar, de la misma manera que su padre hacía.

## En los libros

### Los juegos del hambre
Durante el primer libro, Katniss se presenta como voluntaria para reemplazar a su hermana, Primrose Everdeen, como tributo, después de que fuera llamada durante el día de cosecha para participar en los Juegos del Hambre. El otro tributo elegido del Distrito 12 es Peeta Mellark, que tiene la misma edad que Katniss. Ella no está conforme con la presencia de Peeta en los juegos, ya que se siente en deuda con él porque la ayudó cuando era niños, y tiene la certeza de que, para que ella viva, él tiene que morir.
Los dos tributos son tomados para entrenarlos y exponerlos ante el Capitolio, donde son dirigidos por Haymitch Abernathy, el único tributo ganador del Distrito 12 con vida, un hombre alcohólico y descuidado. También son acompañados por Effie Trinket, la única conexión entre el Distrito 12 y el Capitolio.
Como parte de una estrategia, Katniss y Peeta actúan como un equipo, lo que es inusual debido a que es sabido que a fin de cuentas, los tributos tienen que matarse unos a otros para sobrevivir. Cuando Katniss se presenta ante los Vigilantes, quienes organizan los Juegos del Hambre, se enfurece por su falta de atención y dispara una flecha al cerdo que están comiendo. Aun así, cuando todos reciben su puntuación por su exposición en el entrenamiento, Katniss es sorprendida recibiendo un 11, siendo 12 la puntuación más alta, superando a los otros 23 tributos.
En una entrevista pública antes de los Juegos, Peeta confiesa estar profundamente enamorado de Katniss, quien no cree que esté diciendo la verdad. Aun así, pese a lo enfadada que está con Peeta por usarla, ella decide seguirle el juego para ganarse el corazón de los patrocinadores, quienes ofrecen regalos a los tributos en la Arena, los que pueden ser cruciales para su supervivencia.
En la Arena, Katniss demuestra ser una buena jugadora, y es capaz de interpretar los regalos que recibe como señales de cómo debe actuar. Luchó como nadie y, ante todo, conservó su humildad. Honró a su distrito y esquivó obstáculos, ya fueran fuego, flechas, bombas y demás artefactos que podrían haber impedido cumplir su promesa con su hermana Prim; la promesa que hizo al intentar ganar.
A mediados del juego, una nueva regla se hace presente: si los dos tributos de un Distrito, llegan con vida a la final, ambos pueden vencer, lo que significa que si Peeta y ella son los últimos con vida, los dos pueden volver al Distrito 12. Katniss inmediatamente comienza su búsqueda por Peeta, encontrándolo gravemente herido, y trabajan juntos para convertirse en los últimos dos tributos con vida en la Arena, llevando a cabo un apasionado romance ante las cámaras.
Después de que el último tributo, Cato, muera, la última regla es declarada inválida. No pueden ser los dos vencedores, sólo uno puede vivir. 
Katniss se da cuenta de que el Capitolio necesita sí o sí un ganador, por lo que sugiere que ambos, Peeta y ella, ingieran unas bayas venenosas, así mueren los dos. Obviamente, después de colocar las bayas en su boca, son interrumpidos y declarados vencedores de los septuagésimo cuartos Juegos del Hambre.
Pero como Katniss Everdeen ha humillado el Capitolio y sus reglas, se convierte en un objetivo político y sin darse cuenta inspira una rebelión en los distritos.

### En Llamas
Cuando comienza el libro, Katniss y Peeta, los vencedores de los septuagésimo cuartos Juegos del Hambre, deben iniciar el Tour de la Victoria, estratégicamente situado entre cada juego. Ambos deben visitar cada Distrito, presentándose como los ganadores y siendo idolatrados ante las cámaras y el Capitolio por gente que en el fondo, los detesta.
Katniss se da cuenta de que en distintos Distritos están surgiendo levantamientos, y de alguna forma, sabe que ella es la culpable de que aquello suceda, ya que, si una adolescente de dieciséis años pudo desafiar al Capitolio, ¿por qué no podrían hacerlo los demás habitantes de los distritos?
Además, el líder de la nación, el presidente Snow, obliga a Katniss a convencer a la nación de que está realmente enamorada de Peeta, y que su pacto de suicidio fue simplemente el acto de amor de una adolescente inocente, con el fin de sofocar la disidencia.
Gale, el mejor amigo y compañero de caza de Katniss, quien está enamorado de ella, es presentado ante todo el país como su primo, para que no haya ningún tipo de duda de la relación entre ella y Peeta. Aun así, el Presidente Snow da a entender que sabe que Katniss tiene sentimientos más que fraternales por Gale, y amenaza con matarlo si ella no hace lo que él le dice.
Con el fin de salvar a su familia y amigos, Katniss se compromete a seguir la agenda del Capitolio, y Peeta hace lo mismo cuando se da cuenta de lo que está en juego. Peeta le pide matrimonio a Katniss, quien acepta, pero incluso así, el Presidente no está conforme con su actuación.
Luego, Katniss se da cuenta de que ella no tiene el poder como para frenar la rebelión de los Distritos, por lo que es imposible para ella para satisfacer las demandas del Presidente Snow. Katniss también está confundida con sus sentimientos hacia Gale y Peeta, además de que está convencida de que jamás se casará ni formará una familia, sabiendo que sus hijos podrían participar en los Juegos del Hambre.
Cuando el Vasallaje de los Veinticinco —unos Juegos especiales que se llevan a cabo cada 25 años y tienen un conjunto especial de reglas— es anunciado, se proclama que los tributos de los septuagésimo quintos Juegos del Hambre serán seleccionados del grupo de vencedores anteriores de cada Distrito. 
El Distrito 12 posee sólo tres ganadores: Katniss, Peeta y Haymitch. Katniss es la única vencedora femenina de su distrito, lo que significa que deberá volver a la arena, al igual que Peeta, quien se ofrece como voluntario en lugar de Haymitch, al ser él el elegido como tributo masculino.
Katniss y Peeta regresan a la Arena, cada uno con el mismo propósito: mantener con vida al otro, sin importar su propia vida. Trabajan juntos para sobrevivir, formando alianzas y amistades cercanas en el proceso. Poco a poco Katniss se va dando cuenta de que se siente atraída por Peeta. 
Katniss es extraída de la Arena antes de que terminen los Juegos, y descubre que muchos de los tributos de otros Distritos habían coordinado un plan de escape para mantenerla con vida, y utilizan un aerodeslizador robado para dirigirse al Distrito 13, el cual no fue destruido como el Capitolio siempre afirmó. Sin embargo, durante el escape, Peeta es capturado por el Capitolio y después, Gale informa a Katniss que el Distrito 12 fue bombardeado y destruido.

### Sinsajo
En este libro Katniss Everdeen está en manos de los rebeldes que la rescataron de la Arena. Es llevada al Distrito 13 donde se encuentra con los supervivientes de su Distrito, junto a su familia y conoce, entre otras personas, a Alma Coin, la líder del distrito y mente maestra detrás de la rebelión. Descubre, para su disgusto, que Peeta fue secuestrado por el Capitolio y que los rebeldes le exigen que se presente como la cara de la rebelión, lo cual acaba aceptando a cambio de que rescaten a Peeta.
Katniss recibe diferentes tareas, la mayoría son sencillas, como grabar propos para alentar a los rebeldes, aun así es consciente de que Snow puede torturar a Peeta en venganza y utilizarlo en contra de ella. Sin embargo, en una ocasión visita un hospital en el Distrito 8 y es ahí donde realiza en el efecto que tiene en la gente, dándoles esperanza y una razón para luchar en contra de la tiranía de Snow, por lo que acaba sintiéndose inspirada por la lucha. Los aerodeslizadores del Capitolio bombardean el hospital poco antes de que ella abandone el Distrito.
Es durante este libro donde Katniss y Gale comienzan a distanciarse, ya que él no toleraba la preocupación de ella por Peeta y por otro lado, Katniss no toleraba como Gale había aceptado su papel de soldado de Coin con tanta naturalidad.
En una ocasión, Peeta estaba siendo entrevistado por Caesar Flickerman como parte de un plan de Snow de calmar a la población de El Capitolio, cuando los rebeldes del Distrito 13 hackean la transmisión y Katniss y Peeta logran tener una primera conversación desde El Vasallaje de los 25. Peeta logra avisarle con mucha desesperación que el Distrito 13 será bombardeado y que deberían tomar las medidas necesarias para evitar que muriera más gente. Katniss pierde el control sabiendo que Peeta posiblemente sería torturado por haberles prevenido sobre el bombardeo y Alma Coin acepta que un grupo de soldados vayan a El Capitolio a rescatar a Peeta y a los otros vencedores secuestrados incluida Annie, la novia de Finnick y Johana Mason.
Al volver Peeta, se enteran de que ha sido "secuestrado" por el Capitolio. Es decir que han alterado sus recuerdos para hacerle creer que Katniss es un muto que mató a toda su familia.
Finalmente, los rebeldes logran debilitar el poder de El Capitolio en todos los distritos y se preparan para atacarlo y tomarlo.
Katniss, Gale, Boggs, Peeta, Finnick, y otro grupo de soldados son enviados a El Capitolio como el "Pelotón estrella". El objetivo de este pelotón, más que luchar, es el de ser filmados para hacer más propos en contra de El Capitolio. Sin embargo, mientras filman unas escenas, activan unas trampas puestas por el Capitolio y apenas logran salir con vida. Hacen explotar una casa, y Snow los da por muertos.
Al morir Boggs por las heridas, le pasa a Katniss el poder del control de los mapas por el cual viajarían a través de El Capitolio y hace prometer a su equipo que dejarían que fuera ella quién matara a Snow, por lo que emprenden una travesía hacia la mansión del Presidente.
Al final del viaje, sólo Gale, Peeta, Cressida, Pollux y Katniss están con vida. Peeta poco a poco ha logrado acercarse nuevamente a Katniss, jugando a un juego donde él le hace preguntas sobre sus memorias y ella debe responderle cual de sus recuerdos son reales o inventados por el Capitolio.
Se esconden un par de días en la tienda de Tigris, una amiga de Plutarch. Los rebeldes logran invadir el Capitolio, y los ciudadanos son evacuados, por lo que el centro mismo de la ciudad se convierte tanto en un campo de batalla como en un centro de refugiados.
Finalmente el grupo se separa, y Katniss decide ir por su cuenta a matar a Snow. Al llegar a la mansión, ve una plaza llena de niños y refugiados, cuando de pronto un aerodeslizador bombardea la zona y los pequeños mueren. Un grupo de sanadores del Distrito 13 se acerca a socorrer a los niños heridos que habían sobrevivido. Entre ellos, Prim. En ese momento, el aerodeslizador vuelve a bombardear y mata a todos, incluyendo a Prim. Katniss ve con mucho dolor morir a su hermana y cuando se acerca apresuradamente hacia ella, una bola de fuego cae encima de Katniss, dejándola inconsciente.
Katniss, malherida y con graves quemaduras, despierta días después cuando la resistencia ya ha vencido. Los rebeldes han tomado la mansión presidencial y a Snow como prisionero, por lo que Katniss está hospedada ahí hasta que Alma Coin presente formalmente su presidencia a la población de Panem. Pasa los días sumida en una profunda depresión, en los que sólo se dedica a llorar la muerte de su hermana.
Coin le da permiso a Katniss para hablar con Snow, quien estaba esperando cumplir su sentencia de muerte y él confiesa que las bombas que mataron a su hermana no eran de El Capitolio, sino que habían sido lanzadas por orden de Coin.
El día de la ejecución de Snow, Coin cumple su promesa de permitir a Katniss que lo mate; sin embargo, cuando prepara su flecha y va a disparar a Snow, desvía su puntería y mata a Coin, recordando con dolor que fue ella quién causó la muerte de muchos niños, incluyendo la de Prim.
Es enjuiciada por matar a la nueva Presidenta de Panem. Sin embargo, su psiquiatra testifica declarándola mentalmente desorientada, por lo que es liberada y enviada de vuelta a la aldea de los vencedores en el Distrito 12. Allí pasa un par de días en compañía de Buttercup, el gato de su hermana pequeña, recordando dolorosamente su muerte y todo lo que ha perdido, incluyendo a Gale, quien ha decidido quedarse en el Distrito 13 como soldado. Peeta llega unos días después dispuesto a reconstruir su vida con Katniss, acompañándose mutuamente, dándose cuenta nuevamente de que es ella de quién ha estado siempre enamorado, recuperando poco a poco las memoria que la tortura de El Capitolio le había quitado.
En el epílogo, que tiene lugar 20 años después de los acontecimientos de Sinsajo, se cuenta que Katniss y Peeta tuvieron 2 hijos, una niña y un varón. Katniss menciona que logró construir un vida junto a Peeta, llegando a conocer la felicidad. Sin embargo, ambos recuerdan amargamente su pasado en Los Juegos y todo lo que vivieron, como cicatrices que los perseguirán por siempre.